# Hot Stuff (chanson des Rolling Stones)
Singles de The Rolling Stones
Fool to Cry
(1976) Miss You
(1978)
Clip vidéo
[vidéo] « « Hot Stuff » », sur YouTube
Hot Stuff est une chanson des Rolling Stones parue le 23 avril 1976 sur l'album Black and Blue et en single aux États-Unis le 10 juin 1976.

## Enregistrement
La chanson est écrite par Mick Jagger et Keith Richards et a été enregistrée en 1975 lors de sessions d'enregistrement Black and Blue aux studios Musicland à Munich en Allemagne de l'Ouest, et aux studios Mountain à Montreux en Suisse.
La chanson est fortement influencée par la musique disco et funk qui fait fureur à l'époque, avec le batteur Charlie Watts, le percussionniste Ollie E. Brown, le bassiste Bill Wyman ajoutant une ligne de basse de style funk. Le pianiste Billy Preston est au piano et fait partie des choristes avec Keith Richards et Ronnie Wood, guitariste des Faces et de Rod Stewart et futur membre des Rolling Stones après l'enregistrement de l'album. En attendant, c'est un autre guitariste invité, Harvey Mandel, ex-membre de Canned Heat, qui joue de la guitare en usant les pédales d'effet wah-wah. Mendel est avec Ronnie Wood les candidats envisagés comme second guitariste des Rolling Stones après le départ de Mick Taylor, mais c'est finalement Ronnie qui est retenu.
Le clip vidéo, cependant, présente Ronnie Wood jouant les parties de guitare enregistrées par Mandel.

## Parution et réception
La chanson connait une première sortie en face B du single américain Fool to Cry le 26 mars 1976 et se classe dixième au classement Billboard Le single est réédité en single promotionnel toujours aux États-Unis le 10 juin 1976 avec les faces A et B inversées. Mais il n'a pas eu autant de succès que son prédécesseur Fool to Cry (qui s'était classé dans le top 10 dans plusieurs pays), se classant 49e aux États-Unis. Malgré un échec relatif, le groupe continuera à explorer les sons disco / funk sur les albums suivants. Deux ans plus tard, le single Miss You, influencé par le disco, atteindra la tête de classement.
Cash Box a déclaré qu'il « s'agit d'un morceau disco chaud, avec des accents RnB entraînants et étoffés ». L'introduction de la chanson Cheap Sunglasses du groupe ZZ Top en 1979 ressemble un peu à l'ouverture de Hot Stuff.

## Personnel
Crédités:
- Mick Jagger : chant
- Keith Richards : guitare électrique, chœurs
- Ronnie Wood : guitare électrique, chœurs
- Bill Wyman : basse
- Charlie Watts : batterie
- Ollie Brown : percussions
- Billy Preston : piano, chœurs
- Harvey Mandel : guitare électrique

## Classements
| Classements                    | Meilleure position |
| ------------------------------ | ------------------ |
| États-Unis (Billboard Hot 100) | 49                 |

## Dans la culture populaire
Dans le roman Rage de l'auteur américain Stephen King, la chanson est jouée lors d'une fête. 
La chanson était aussi l'intro utilisée par le lutteur professionnel « Hot Stuff » Eddie Gilbert.